# Endstille
Endstille (pol. Koniec ciszy) – black metalowy zespół z Niemiec. Został założony w 2000 r. przez L Wachtfelsa, Mayhemic Destructora, Iblisa i Cruora w Kilonii. Ich teksty odnoszą się głównie do wojny i antychrześcijaństwa. Zespół cechuje się bardzo szybką odmianą black metalu.

## Obecny skład zespołu
- Cruor - Bas, wokal
- Mayhemic Destructor - Perkusja
- L. Wachtfels - Gitara

## Dyskografia

### Albumy studyjne
- Operation Wintersturm (2002)
- Frühlingserwachen (2003)
- Dominanz (2004)
- Navigator (2005)
- Endstilles Reich (2007)
- Verführer (2009)
- Infektion 1831 (2011)

### Demo
- DEMOn (2001)

### Splity
- Lauschangriff... (2006, z grupą Graupel)